# Mischkowo-Pohorilowe
Mischkowo-Pohorilowe (ukrainisch Мішково-Погорілове; russisch Мешково-Погорелово Meschkowo-Pogorelowo) ist ein Dorf in der ukrainischen Oblast Mykolajiw mit etwa 5363 Einwohnern (2024).

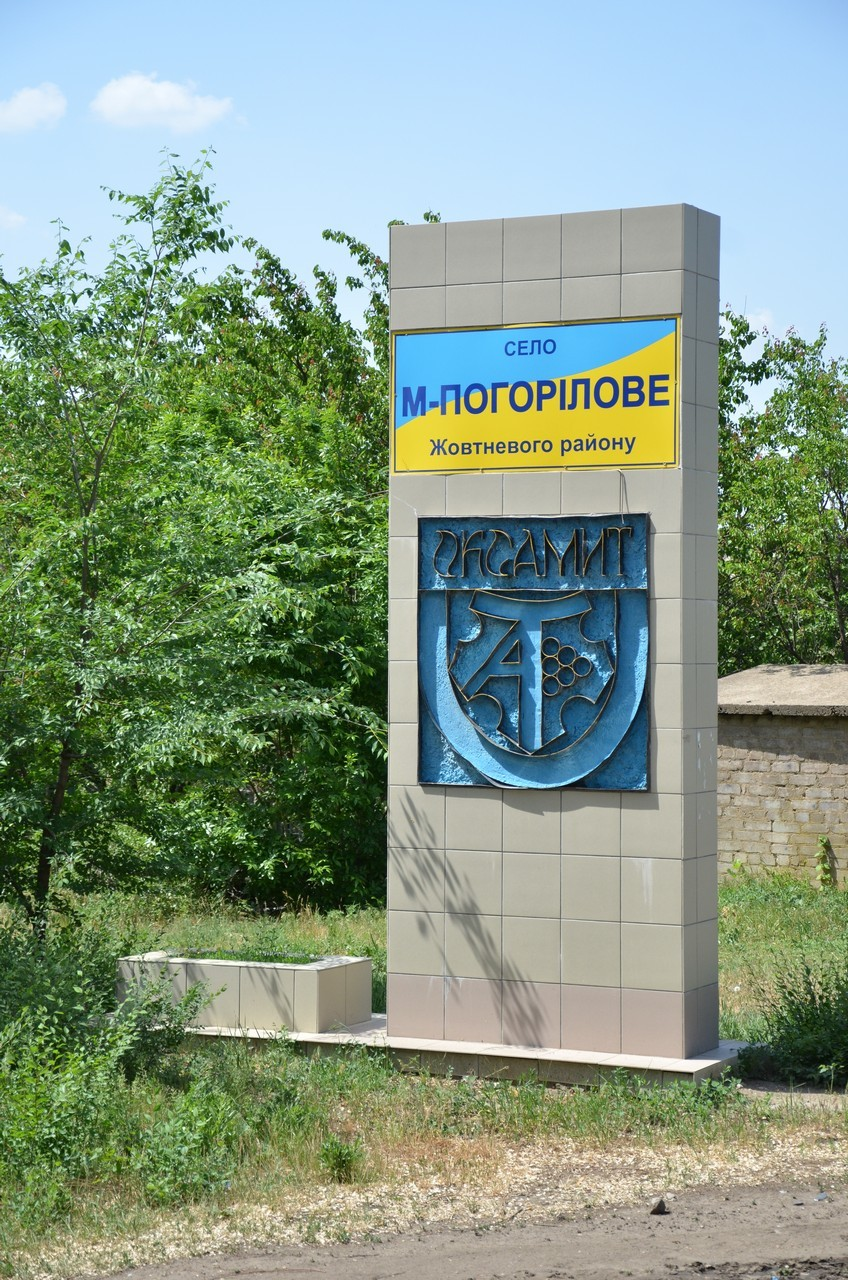
Ortseingang

Das 1810 gegründete Dorf liegt am Unterlauf des Inhul zwischen der Oblasthauptstadt Mykolajiw im Südwesten und der Siedlung städtischen Typs Woskressenske im Nordosten. Am Dorf vorbei führen die Fernstraßen M 14 / E 58 und N 11.

## Verwaltungsgliederung
Am 19. September 2019 wurde das Dorf zum Zentrum der neugegründeten Landgemeinde Mischkowo-Pohorilowe (ukrainisch Мішково-Погорілівська сільська громада/Mischkowo-Pohoriliwska silska hromada), zu dieser zählen auch noch die 2 in der untenstehenden Tabelle aufgelistetenen Dörfer sowie die Ansiedlungen Kapustyne, Karawelowe, Sajtschiwske und Swjatomykolajiwka, bis dahin bildete es zusammen mit der Ansiedlung Swjatomykolajiwka die gleichnamige Landratsgemeinde Mischkowo-Pohorilowe (Мішково-Погорілівська сільська рада/Mischkowo-Pohoriliwska silska rada) im Westen des Rajons Witowka.
Am 17. Juli 2020 kam es im Zuge einer großen Rajonsreform zum Anschluss des Rajonsgebietes an den Rajon Mykolajiw.
Folgende Orte sind neben dem Hauptort Mischkowo-Pohorilowe Teil der Gemeinde:
| Name                     | Name            | Name                                |
| ukrainisch transkribiert | ukrainisch      | russisch                            |
| ------------------------ | --------------- | ----------------------------------- |
| Dobra Nadija             | Добра Надія     | Добрая Надия (Dobraja Nadija)       |
| Jasna Poljana            | Ясна Поляна     | Ясная Поляна (Jasnaja Poljana)      |
| Kapustyne                | Капустине       | Капустино (Kapustino)               |
| Karawelowe               | Каравелове      | Каравеллово (Karawellowo)           |
| Sajtschiwske             | Зайчівське      | Зайчевское (Saitschewskoje)         |
| Swjatomykolajiwka        | Святомиколаївка | Святониколаевка (Swjatonikolajewka) |